# 모리 렌
모리 렌(일본어: 森廉, 1987년 8월 18일 ~ )은 일본의 배우이다.
가나가와현 아츠기 시 출신. 도호 예능 소속.

## 약력
어릴적에는 극단 히마와리 소속하여, 드라마 《돈이 없다!》 (1994년) 등 다수의 드라마에 아역으로 출연, 활약했다.
중학교 진학을 계기로 일시 활동을 앞둔 2004년 현재의 소속사인 도호 예능에 이적하였고, 배우 활동을 재개하였다.
2010년 3월 아오야마가쿠인 대학 경영학부 졸업. 재학 중인 2009년 학업 장려상을 수상하였다.

## 출연 작품

### 텔레비전 드라마
- 이상한 밤 (1992년, TBS)
- 만났을 때의 너로 있어 (1994년, 니혼 TV) - 미와 마사히코 역
- 돈이 없다! (1994년, 후지 TV) - 하기와라 히로시 역
- 기묘한 이야기 가을 특별편 "나올 수 없다" (1994년, 후지 TV) - 시골 아이 역
- 도와주세요! (1995년, 후지 TV)
- 임금님의 레스토랑 제6화 (1995년, 후지 TV)
- 목요일의 괴담 (후지 TV) - 콘노 슈헤이 역
  - 목요일의 괴담 "괴기 클럽 (초등학생 편, 중학생 편)" (1995년 - 1996년)
  - 신 목요일의 괴담 "괴기 클럽 (학교의 불가사의 편)" (1996년)
- 춤추는 대수사선 시리즈 (후지 TV) - 초등학생 (스가 케이이치) 역
  - 춤추는 대수사선 제1화 (1997년)
  - 연말 특별 경계 스페셜 (1997년)
- 달려라 공무원! 제6화 (1998년, 후지 TV) - 요시키 역
- 크리스마스 스페셜 ~ 21세기에 남기고 싶은 명작 동화~ 제1화 "용기를내어" (1999년, 니혼 TV)
- 신데렐라는 잠들지 않는다 (2000년, 니혼 TV) - 오카다 토오루 역
- 20세의 결혼 제9화 (2000년, TBS) - 아츠 역
- 플레이 플레이 인생! (2001년, 요미우리 TV·니혼 TV)
- H2 ~ 너와 있던 날들 (2005년, TBS)
- 마이☆보스, 마이☆히어로 (2006년, 니혼 TV)
- 세라복과 기관총 (2006년, TBS)
- 이오지마 ~ 전장의 우편 배달~ (2006년, 후지 TV) - 사이토 켄 역
- 퍼즐 (2007년, TV 아사히)
- 아빠와 딸의 7일간 제1화, 제2화 (2007년, TBS)
- 엄마의 하나님 제26화 (2008년, TBS) - 키노시타 하루오 역
- 팀 바티스타의 영광 제3화 (2008년, 후지 TV) - 이노우에 히로시 역
- 내일의 빛을 잡아라 2 (2011년, 토카이 TV·후지 TV) - 니시카와 타카히로 역
- 꿀맛~A Taste Of Honey~ (2011년, 후지 TV)
- 월요 골든 "경시청 기동 수사대 216 2·위험한 여자들" (2011년, TBS) - 이토 신지 역
- 틴 코트 (2012년, 니혼 TV) - 이소 하야토 역
- 신 오미야상 제5화 (2012년, TV 아사히)
- 초보자! (2012년, TBS) - 온다 유이치 역

### 영화
- 불요 불굴 (2006년)
- 러프 ROUGH (2006년)
- 크로우즈 제로 (2007년)
- 빌딩과 동물원 (2008년)
- 한여름의 오리온 (2009년)
- 바람이 강하게 불고있다 (2009년)
- 춤추는 대수사선 THE MOVIE3 녀석들을 해방하라! (2010년) - 스가 케이이치 역
- 산 (2011년) - 아오키 마코토 역
- 갸루 바사라~전국시대는 권외입니다~ (2011년) - 타쿠야 역